# Méthanolate de sodium
Le méthanolate de sodium ou méthylate de sodium est le composé organique de formule brute CH3ONa. C'est un solide incolore qui est formé par déprotonation du méthanol et qui est un réactif très largement utilisé dans l'industrie et en laboratoire. C'est une base forte dangereuse.

## Préparation et structure
Le méthanolate de sodium est préparé en traitant prudemment du méthanol sec avec du sodium :
Na + HOCH3 → NaOCH3 + 1/2 H2
Cette réaction est si exothermique qu'une inflammation est possible. La solution résultante, incolore, est souvent utilisée telle quelle comme source de méthanolate de sodium. Cependant, le composé pur peut être isolé par évaporation suivi d'un chauffage pour éliminer les résidus de méthanol. L'eau hydrolyse le méthanolate de sodium donnant de l'hydroxyde de sodium (NaOH) et de fait, le composé commercial est souvent contaminé par de l'hydroxyde. Le méthanolate de sodium, et spécialement ses solutions, absorbe le gaz carbonique (CO2) de l'air ce qui en diminue la basicité.
Dans sa forme solide, le méthanolate de sodium est polymérique avec des plans d'ions Na+, chacun étant lié à quatre atomes d'oxygène.
La structure et donc la basicité du méthanolate de sodium en solution dépend du solvant. C'est une base significativement plus forte dans le DMSO où il est plus largement ionisé et libre de liaison hydrogène.

## Applications

### Synthèse organique
Le méthanolate de sodium est une base de routine en chimie organique, applicable dans la synthèse de nombreux composés, aussi bien de la pharmacie qu'en agrochimie. Par exemple, il est employé comme base pour les déshydrohalogénations ou les condensations aldoliques. C'est aussi un nucléophile pour la production d'éthers méthyliques.

### Dans l'industrie
Le méthanolate de sodium est utilisé comme un amorceur pour la polymérisation (addition anionique) de l'oxyde d'éthylène qui forme des polyéthers avec des poids moléculaires élevés. Le biodiesel est préparé à partir de graisses végétales ou animales qui sont de fait des triglycérides, c'est-à-dire des esters du glycérol avec trois acides gras, par transestérification avec du méthanol pour donner des esters méthyliques d'acides gras. Cette réaction est catalysée par le méthanolate de sodium.

## Sécurité
Le méthanolate de sodium est très caustique et son hydrolyse donne du méthanol qui est volatil et toxique.